# Combretum argenteum
Combretum argenteum är en tvåhjärtbladig växtart som beskrevs av Antonio Bertoloni. Combretum argenteum ingår i släktet Combretum och familjen Combretaceae. Inga underarter finns listade i Catalogue of Life.